# Sevilla de Niefang
Sevilla de Niefang är en ort i Ekvatorialguinea. Den ligger i den centrala delen av landet, 270 km sydost om huvudstaden Malabo. Sevilla de Niefang ligger 341 meter över havet och antalet invånare är 4 858.
Terrängen runt Sevilla de Niefang är varierad. Runt Sevilla de Niefang är det mycket glesbefolkat, med 7 invånare per kvadratkilometer. Sevilla de Niefang är det största samhället i trakten. I omgivningarna runt Sevilla de Niefang växer i huvudsak städsegrön lövskog.